# Línea 427 (Montevideo)
La línea 427 es un servicio de ómnibus urbano de Montevideo (Uruguay), que une el Portones Shopping con la Unidad Agroalimentaria Metropolitana.

## Características
Unía Portones Shopping en Carrasco con el barrio Los Bulevares, en el año 2021 con motivo de la apertura de la Unidad Agroalimentaria Metropolitana se resolvió extender su recorrido hacia el inaugurado complejo.

## Recorridos
Circula por los barrios Carrasco Norte, Cruz de Carrasco, Malvín Norte, Malvín, Buceo, Pocitos, Punta Carretas, Parque Rodó, Cordón, Centro, La Aguada, Arroyo Seco, Bella Vista, Prado, Paso Molino, Belvedere, Nuevo París, Nuevo Sarandí, Paso de la Arena y Los Bulevares.
| Ida - (Terminal Portones) - Avenida Bolivia - Camino Carrasco - Pedro Cosio - Flammarión - Alberto Zum Felde - Pitágoras - Alejandro Gallinal - Iguá - Hipólito Yrigoyen - Avenida Italia - Candelaria - Avenida Rivera - Tomás Basañez - Saldanha da Gama - Pedro Bustamante - Tomás de Tezanos - 26 de Marzo - José Ellauri - Bulevar España - Bulevar Artigas - Avenida Rivera - Guayabos - Andrés Martínez Trueba - Soriano - Paraguay - Mercedes - Avenida Rondeau - General Caraballo - Avenida Agraciada - San Quintín - Juan Pandiani - Avenida Carlos María Ramírez - Carlos de la Vega - Yugoeslavia - Santa Lucía - Eduardo Paz Aguirre - Avenida Luis Batlle Berres - (Terminal de Paso de la Arena) - Avenida Luis Batlle Berres - Avenida Ideario Artiguista - Camino Pérez - Unidad Agroalimentaria Metropolitana | Vuelta - Unidad Agroalimentaria Metropolitana - Camino Pérez - Avenida Ideario Artiguista - Avenida Luis Batlle Berres - Eduardo Paz Aguirre - Santa Lucía - Córdoba - José Llupes - Yugoeslavia - Carlos de la Vega - Inclusa - Vicente Basagoity - Avenida Carlos María Ramírez - Avenida Agraciada - Paraguay - Avenida del Libertador - Río Negro - San José - Ejido - Av 18 de Julio - Constituyente - José Enrique Rodó - Bulevar Artigas - Bulevar España - Juan Benito Blanco - 26 de Marzo - Avenida Luis Alberto de Herrera - Teniente General Pablo Galarza - Miguel Grau - Nicolás Piaggio - Saldanha da Gama - Tomás Basañez - Avenida Rivera - Candelaria - Verdi - Hipólito Yrigoyen - Iguá - Alejandro Gallinal - Pitágoras - Alberto Zum Felde - Flammarión - Alejandro Gallinal - Camino Carrasco - Av. Bolivia - Guillermo Arrospide - Catania - Messina - (Terminal Portones) |

### Destinos intermedios
- Paso de la Arena
- Los Bulevares
- Nuevo París

Vuelta
- Palacio de la Luz
- Cementerio del Buceo
- Hipólito Yrigoyen e Iguá (Facultad de Ciencias)
- Zufriategui (Paso Molino)
- Ejido (Palacio Municipal)